# Hươu sừng ngắn lông xám
Hươu sừng ngắn lông xám (Mazama gouazoubira) là một loài động vật có vú trong họ Hươu nai, bộ Guốc chẵn. Loài này được G. Fischer von Waldheim mô tả năm 1814. Loài này phân bố ở Bắc Argentina, Bolivia, miền nam Peru, miền đông và miền nam Brasil, Paraguay và Uruguay.

## Hình ảnh

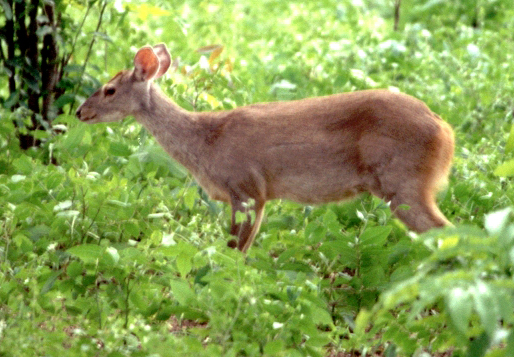
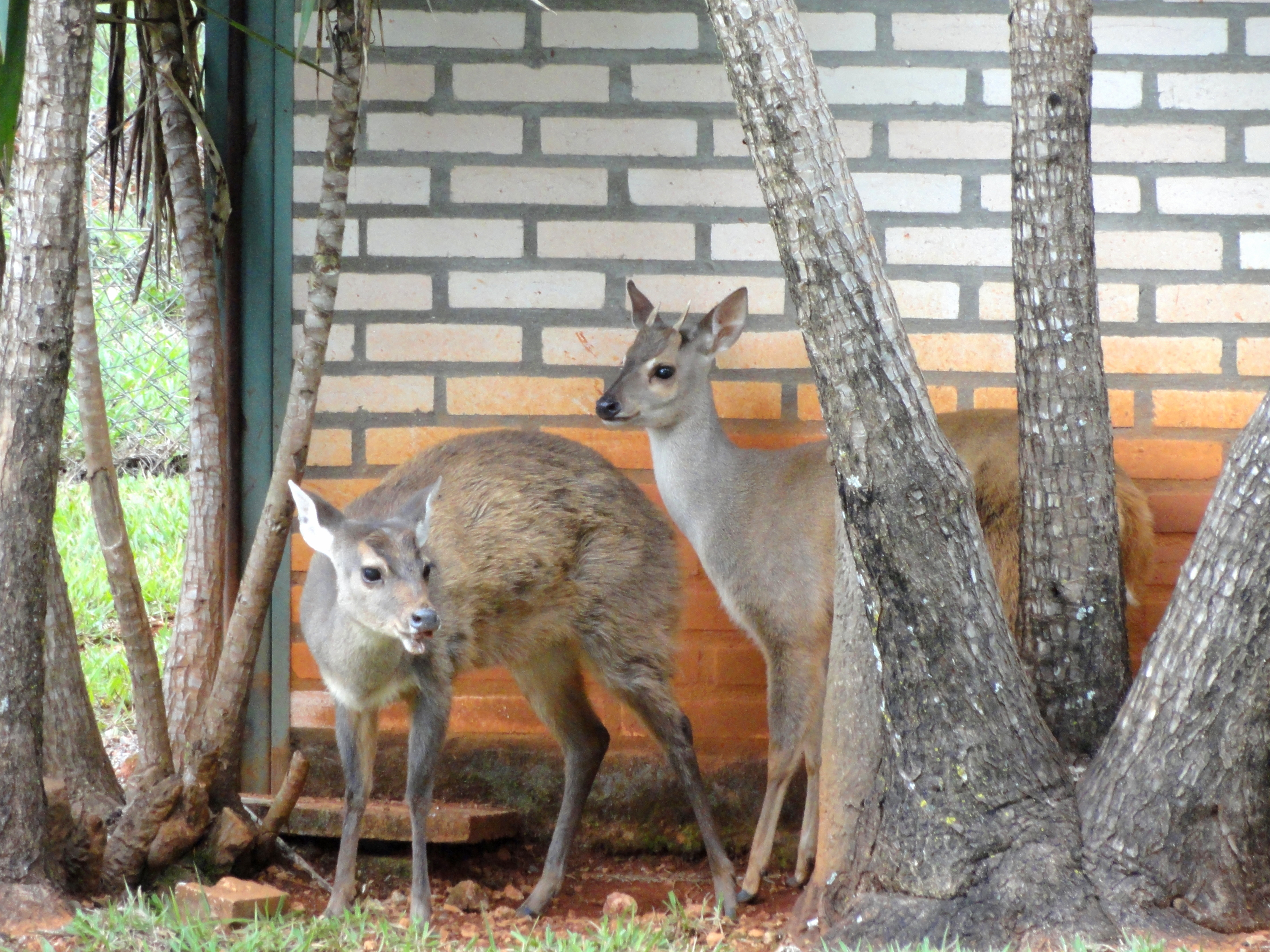
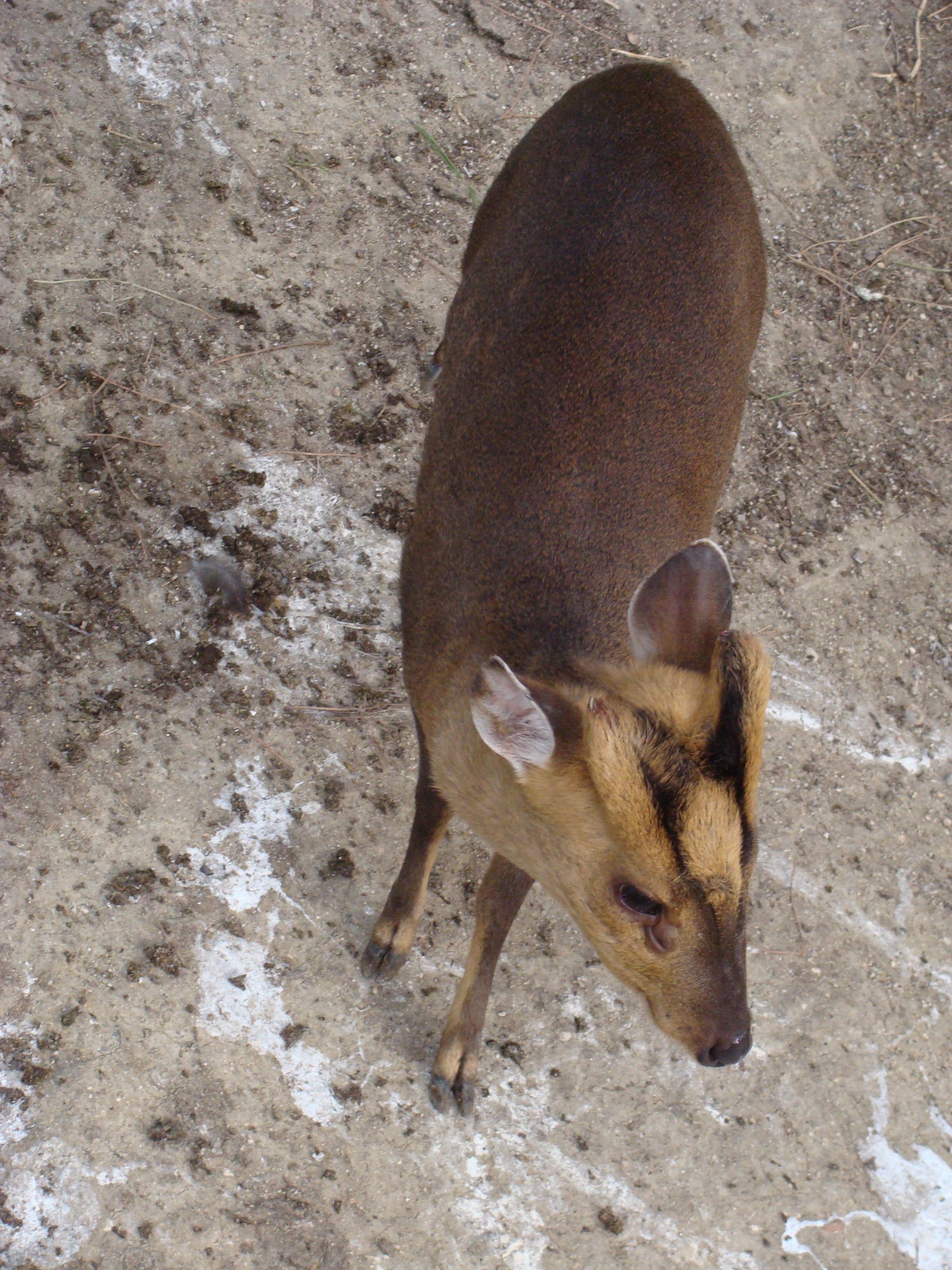